# Норма Джин і Мерілін
Норма Джин і Мерілін (англ. Norma Jean & Marilyn) — американська біографічна драма 1996 року.

## Сюжет
Біографічна драма, яка розповідає про життя і сходження до вершин слави легендарної зірки американського кіно Мерілін Монро. Автори фільму намагаються дослідити внутрішні конфлікти Норми Джин Бейкер, яка прагне за будь-яку ціну дійти до вершин голлівудської слави з одного боку, і слабкої і незахищеної жінки — з іншого.

## У ролях
- Ешлі Джад — Норма Джин Догерті
- Міра Сорвіно — Мерілін Монро
- Джош Чарльз — Едді Джордан
- Рон Ріфкін — Джонні Гайд
- Девід Дьюкс — Артур Міллер
- Пітер Добсон — Джо Ді Маджіо
- Тейлор Ніколс — Фред Каргер
- Джон Рубінстайн — Дерріл Занук
- Аллан Кордунер — Біллі Вайлдер
- Дена Голдстоун — Лі Страсберг